# Donald Driver
Donald Jerome Driver (2 de febrero de 1975) es un exjugador de fútbol americano que estuvo en la posición de receptor abierto y un autor de bestselling del New York Times, además de ser el ganador de la temporada 14 de Dancing with the Stars. Después de jugar fútbol americano universitario para Alcorn State University, Driver fue elegido por los Green Bay Packers en la séptima ronda del NFL Draft de 1999. Driver pasó toda su carrera de 14 temporadas en la National Football League (NFL) con los Packers y tiene los récords históricos de la franquicia por la mayor cantidad de recepciones de carreras y recepción de yardas. Driver fue un miembro del equipo de Packers el cual ganó el Super Bowl XLV sobre los Pittsburgh Steelers. Cada año en Cleveland, Driver celebra el Donald Driver Football Camp para los niños locales que se celebran en el campo de fútbol Cleveland High School.